# Raja Aghzadi
Raja Aghzadi, professeur en médecine au Maroc, est la présidente de l'association marocaine de lutte contre le cancer du sein ''Cœur des femmes''. Elle est la première femme marocaine ayant obtenu la mention de major au concours universitaire de médecine.

## Biographie

### Formation
Admise au concours universitaire en 1981, Raja Aghzadi est diplômée en échographie, chirurgie digestive, cancérologie et sérologie. Elle est la première femme marocaine à obtenir la mention de major au concours universitaire de médecine,.

### Carrière professionnelle
Chirurgienne et cancérologue spécialisée en cancer du sein, elle est professeure et exerce depuis plusieurs années. Militante des droits de la femme, elle déclare  lors d' une conférence  organisée à Casablanca au Maroc par le réseau Wimen  en 2021 :« C’est par la santé, l’éducation et l’emploi que les femmes et les jeunes filles pourront s’épanouir »,.